# کسب‌وکار بزرگ
کسب‌وکارهای بزرگ ، یا بنگاه های اقتصادی بزرگ (به انگلیسی :Big business یا Large Business)، به معنای فعالیت‌های اقتصادی و تجاری در مقیاس بزرگ و تحت کنترل بنگاه های بزرگ است.اصطلاح کسب وکار بزرگ ممکن است به فعالیت‌هایی مثل معاملات بزرگ یا انجام کارها و پروژه‌های بزرگ بازرگانی اطلاق شود.
شرکت‌های ایالات متحده آمریکا که به عنوان کسب و کارهای بزرگ دسته‌بندی می‌شوند شامل والمارت، مایکروسافت، اپل، جنرال الکتریک، ورایزون، گوگل، جنرال موتورز، آمازون، تسلا و تویوتا است.
شرکت اپل تا ژوئن ۲۰۲۱ مالک بیش از ۲٫۱ تریلیون دلار بود. مایکروسافت در همان زمان دارای تقریباً ۱٫۸ تریلیون دلار بود. تسلا تا ژوئن ۲۰۲۱ حدود ۶۴۱ میلیارد دلار داشت. بزرگ‌ترین سازمان‌های بازرگانی انگلستان HSBC, Barclays, Unilever و BP (قبل از سال ۱۹۹۸ بریتیش پترولیوم نامیده می‌شد) هستند.

## تاریخچه کسب و کارهای بزرگ
بر اساس فرهنگ لغت انگلیسی آکسفورد، کلمه کسب و کار بزرگ برای اولین بار در کتاب فردریک کلمسون هاو به نام «شهر:امید دموکراسی» در سال ۱۹۰۵ ذکر شد.
خودروسازی در اواخر قرن نوزدهم شروع به کار کرد. آنها پس از تولید بنزین در مقیاس انبوه در اوایل قرن بیستم بسیار سریع رشد کردند.
فناوری جدید رایانه‌ها در سال‌های پس از جنگ جهانی دوم در سراسر جهان گسترش یافت و کسب‌وکارهای بزرگ بر پایه فناوری رایانه از قبیل: مایکروسافت، اپل، اینتل، آی‌بی‌ام و سامسونگ شکل گرفتند.

## انتقادات از کسب‌وکارهای بزرگ
تلاش‌هایی برای بررسی تأثیرات «بزرگ بودن» کسب‌وکارها بر کارگران، مصرف‌کنندگان و سرمایه گذاران در حال انجام است. اثرات آن بر قیمت‌ها و رقابت نیز بررسی می‌شود.
کسب‌وکارهای بزرگ معمولاً به دلیل سوء استفاده از کارکنان خود، استثمار کارگران، فساد سیاسی، جنایت یقه سفیدها و رسوایی‌های شرکتی مورد اتهام و انتقاد شدید قرار دارند. شرکت‌های بازرگانی عظیم می‌توانند منجر به نفوذ بر دولت در زمینه‌هایی مانند سیاست مالیاتی، سیاست بازرگانی، سیاست محیطی، سیاست خارجی و سیاست کار از طریق لابی شود. در سال ۲۰۰۵، اکثریت آمریکایی‌ها معتقد بودند که کسب‌وکارهای بزرگ «قدرت زیادی در واشنگتن» دارند.